# Formule 2
Formule 2 (také F2 nebo Formula Two) je seriál automobilových závodů pro monoposty na okruhu. V roce 1948 byla přidružena do FIA jako třída kadet pro formule 1, čímž byla vytvořena postupová hierarchie pro monoposty – F1, F2 a F3.

## Historie

### Předválečná éra

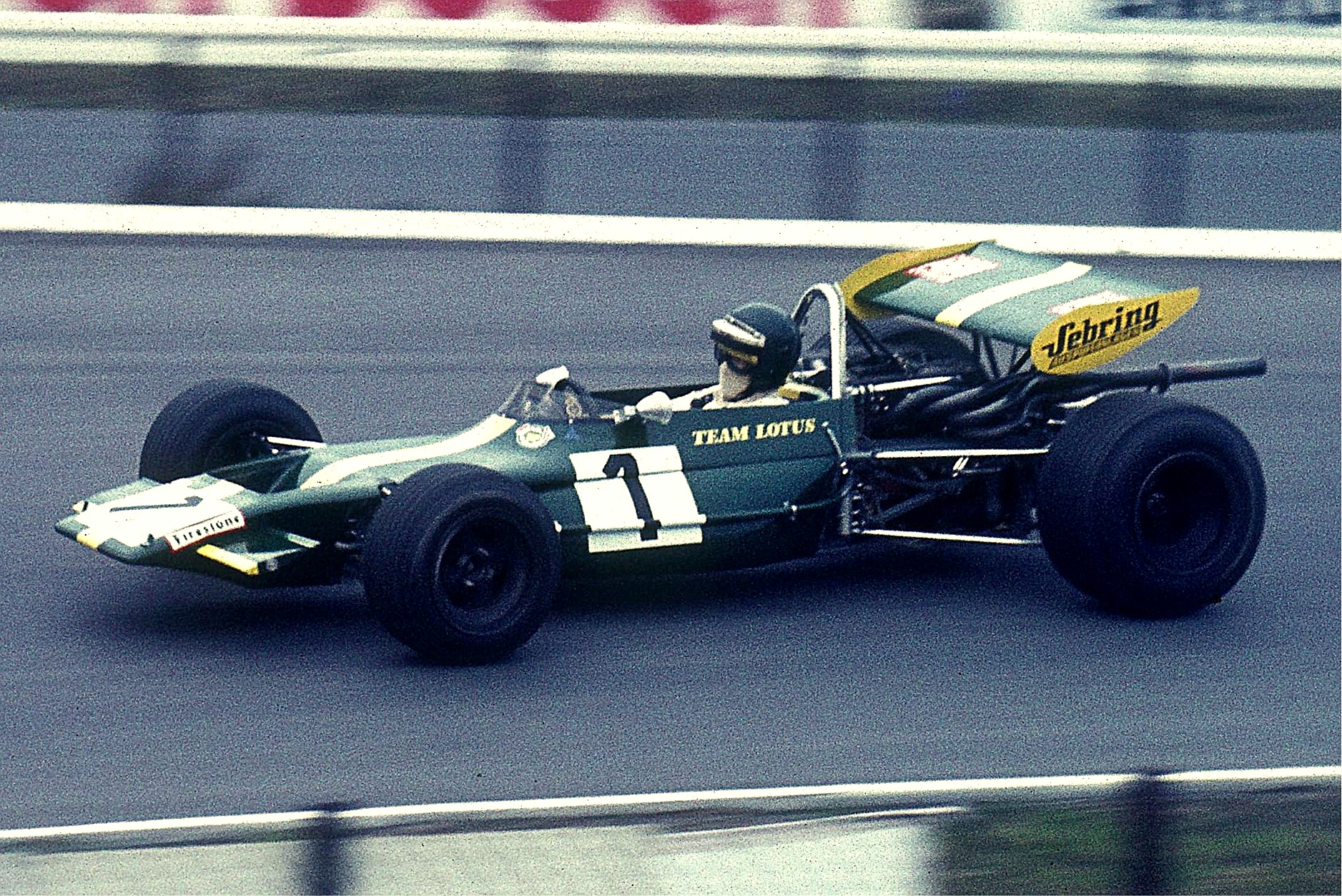
Jochen Rindt na voze Lotus Formule 2 (Nürburgring, 1970)

Formule 2 vznikla už v době před druhou světovou válkou. Tehdy se nazývala voiturette („malolitrážní automobil“). Smyslem seriálu bylo umožnit málo zkušeným jezdcům získat levné závodní auto a hlavně možnost účastnit se závodů. Největší rozdíl mezi F1 a F2 byl v motorech. Zatímco voiturette používala 1500 cm³ v královské třídě, která jezdila Grand Prix, v F1 byly povoleny motory o objemu 3000 cm³ s přeplňováním nebo 4500 cm³ atmosférické.
- 1931 – Celkem 14 závodů
- 1932 – Celkem 17 závodů
- 1933 – Celkem 10 závodů
- 1934 – Celkem 8 závodů
- 1935 – Celkem 12 závodů
- 1936 – Celkem 20 závodů
- 1939 – Celkem 21 závodů
- 1940 – Celkem 2 závody

### Nové začátky (1945–1953)

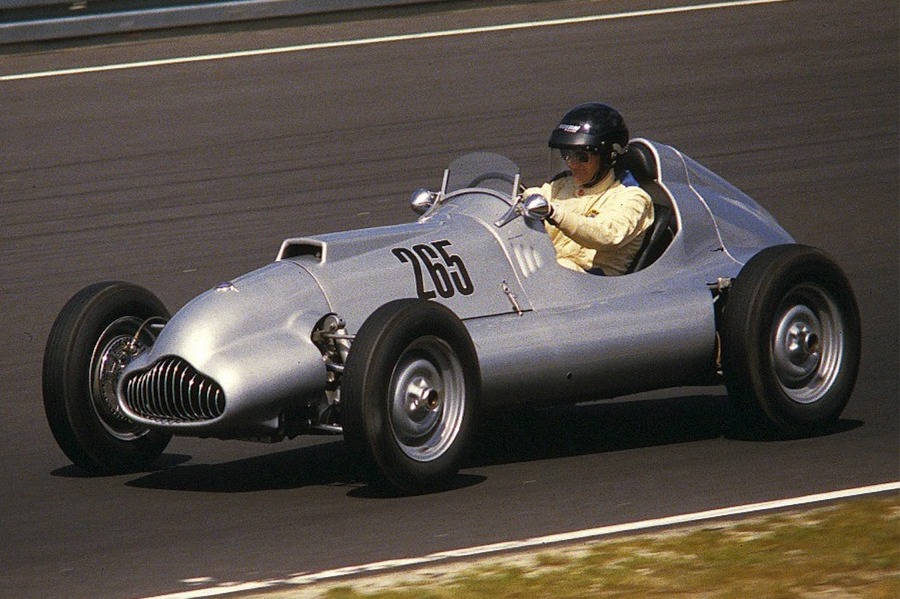
Formule 2 Veritas Meteor

Po válce vzniká Formule A a B (následně Formule 1 a 2). Formule A se rozhodla pokračovat v načaté cestě s vozy předválečné výroby s motory o objemu 4500 cm³ bez dmýchadla. Voiturette s motory 1500 cm³ s přeplňováním se označovala jako formule B. FIA v roce 1948 pojmenovala kategorii, která připravovala jezdce na silnější kategorii, např. Formule 2.
Menší a slabší motory (2000 cm³ nebo 750 cm³ s kompresorem) byly montovány do mnohem menších a lehčích vozů a hlavně levnějších než formule 1. To byly aspekty, které dávaly odvahu novým konstruktérům vstoupit na závodní dráhu, tak jako třeba Cooper, kteří by jen těžko mohli konkurovat ostříleným stájím v F1. Především v prvních letech byla formule 1 velmi drahou záležitostí a činila potíže i bohatým automobilkám, jako byla Alfa Romeo, která po dvou úspěšných letech F1 opustila. Ročníky 1952 a 1953 byly vypsány pro vozy Formule 2 (zbylé a především privátní stáje F1 se zúčastnily závodů, které se do mistrovství nezapočítávaly).
- 1946 – Celkem 11 závodů
- 1947 – Celkem 20 závodů –  Piero Taruffi Cisitalia D46 – Fiat
- 1948 – Celkem 21 závodů
- 1949 – Celkem 28 závodů
- 1950 – Celkem 31 závodů
- 1951 – Celkem 30 závodů
- 1952 – Celkem 45 závodů
- 1953 – Celkem 50 závodů
- 1954 – Celkem 9 závodů
- 1955 – Celkem 19 závodů
- 1956 – Celkem 6 závodů

### Éra motorů 1500 cc (1957–1960)

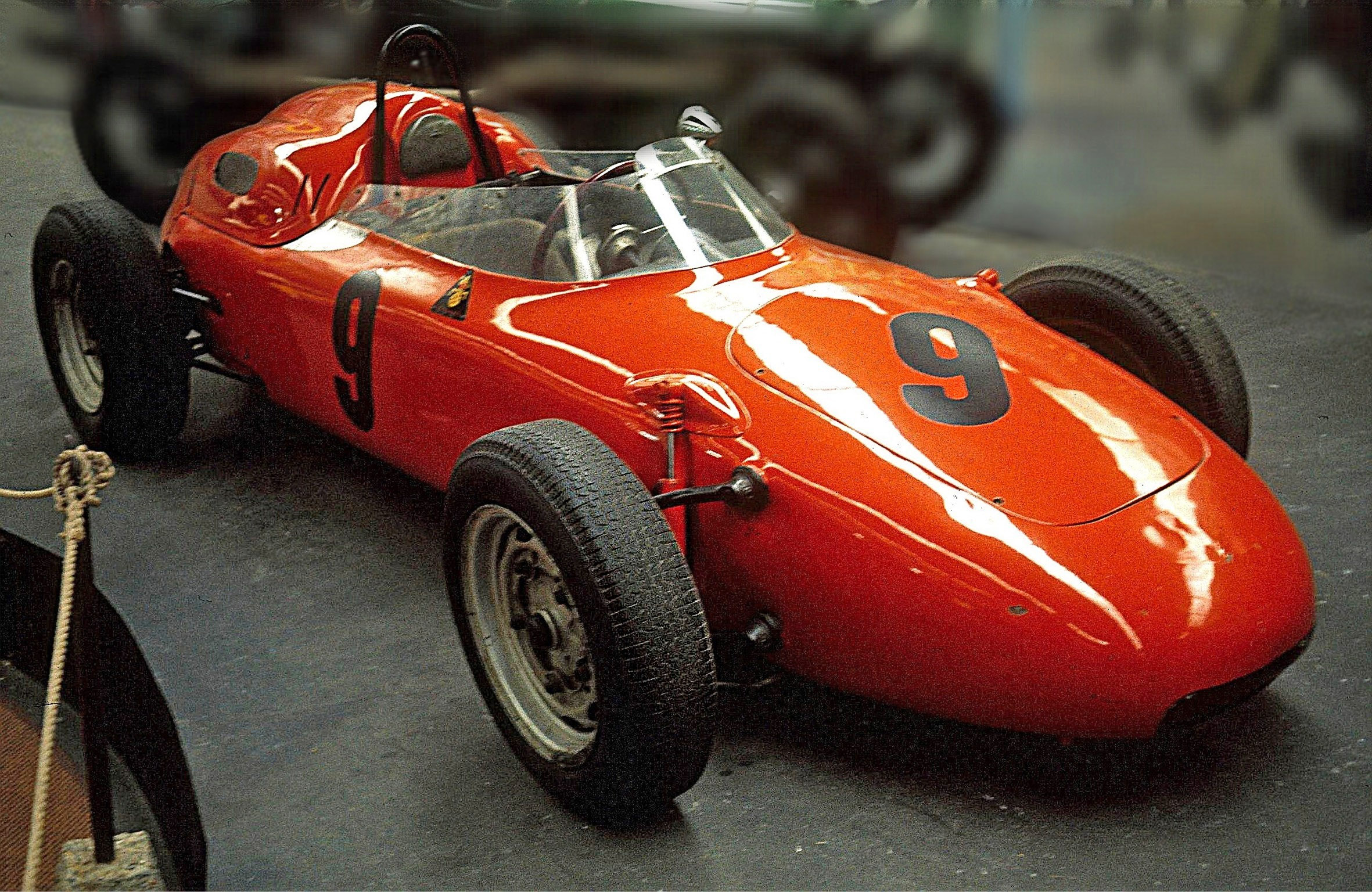
1.5 litre Porsche 718

Používání vozů F2 v šampionátu Formule 1 donutilo organizátory k rozhodnutí od roku 1954 vypsat šampionát pro vozy s motory 2500 cc (to byl krok, který vzbudil ohromný zájem mezi konstruktéry). Ze stejných důvodů je v roce 1957 zavedeno pravidlo o motorech 1500 cc pro Formuli 2. Ta se stává kořistí vozů Cooper s motorem vzadu, převzatého z Formule 3 a ze sportovních vozů Porsche, navržených na základě vozu RSK. Ferrari zpočátku zaměřuje pozornost na vývoj vozu Dino 156 jako vozu F2, používajíc stále motor vpředu. Nejúspěšnějším motorem tohoto období byl Coventry Climax FPF se čtyřmi válci, následován méně používaným Borgward se 16 ventily.
Modifikovaný vůz F2 Cooper zvítězil ve své první Grand Prix Formule 1 v roce 1958. Zahájil tak nové období vozů s motorem vzadu. Epocha motorů o objemu 1500 cc byla krátká, ale dala vzniknout nové sérii pojmenované jako Formule Junior, která na nějaký čas nahradila vozy Formule 3 a posléze také Formuli 2 až do roku 1963.
- 1957 – Celkem 15 závodů
- 1958 – Celkem 20 závodů
- 1959 – Celkem 25 závodů
- 1960 – Celkem 26 závodů  Jack Brabham Cooper

### Zrození Formule Junior (1961–1963) a Formule 2 s 1000 cc (1964–1966)
Formule Junior byla založena v roce 1959, aby nahradila problematické F3 a F2, ale brzy se ukázalo, že bude snazší oživit obě krachující disciplíny pod Formulí 1.
Renesanci zažívají Formule 2 a Formule 3 v roce 1964. Pro Formuli 3 se přemýšlí o motorech o objemu 1000 cc (jen jednoduchých agregátů používaných až doposud ve Formuli Junior), zatímco Formule 2 měla být ve volbě motorů liberálnější. Formule 2 začala být zajímavá i pro stáje z F1 a začínají tak vznikat jejich juniorky. Nejpoužívanějším motorem je Cosworth a Honda, dále také FIAT, BMC a BRM.
Formule Junior:
- 1961 – Celkem 70 závodů
- 1962 – Celkem 71 závodů
- 1963 – Celkem 67 závodů

Formule 2:
- 1964 – Celkem 24 závodů
- 1965 – Celkem 16 závodů
- 1966 – Celkem 18 závodů

### Návrat k motorům 1600 cc (1967–1971)
S koncem 60. let Formule 1 získává na síle a zaměřuje svou pozornost na silnější 3litrové motory. Vzniká tak propastný rozdíl mezi F1 s motorem o objemu 3000 cc a F2 s 1000 cc. V roce 1967 proto vzniká nová F2 s motorem 1600 cc. Nejdůležitějším je Cosworth FVA, vytvořený se 16 ventily V4 pro vůz Ford Cortina, který byl základem legendárního DFV. Další výborné motory připravilo BMW a také V6 Dino Ferrari.
Mnozí piloti Formule 1 se účastní i závodů Formule 2 a při některých Velkých cenách Formule 1 je povoleno užití jak F1 tak F2, např. Grand Prix Německa na trati Nürburgring. Jacky Ickx si tu odbyl první start v šampionátu Formule 1 právě s vozem Formule 2. Dokázal zajet pátý nejlepší čas při tréninku. Jim Clark, známý pilot a několikanásobný mistr Formule 1, nalezl smrt ve voze Formule 2 na trati Hockenheimring.
Mistrovství světa pro tuto kategorii chybí. V roce 1967 vzniká alespoň mistrovství Evropy a slučuje tak nespočet národních šampionátů, které v 60. letech zahlcují Evropu.

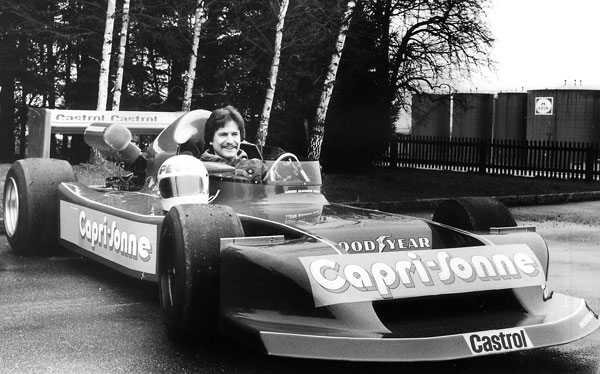
Peter Scharmann 1978 March – BMW

### Motory 2000 cc a zánik F2 (1972–1984)
K novým změnám dochází v roce 1972. Zvyšuje se výkon a objem na 2000 cc. Cosworth BDs a BMW byly dominantními dodavateli motorů. Od roku 1976 vstupem továrního týmu Renault dochází k další změně, která, jak se později ukáže, F2 zahubí. Tou změnou je speciální vývoj a používání závodních motorů V6 oproti dosud používaným levným sériovým motorům. Také bohatý sponzor Elf usnadní mnohým mladým Francouzům cestu k nejvyšším příčkám.
Počínání Renaultu vyprovokovalo ostatní automobilky k podobným krokům a začíná honba za úspěchem. Závodní motory začínají vyrábět u Alfy Romeo, Ferrari, BMW a Hondy. Další specializované firmy ladí podvozky a další motory. Formule 2 se stává neúměrně drahou a s koncem sezóny 1984 zaniká. V roce 1985 vzniká Formule 3000, která F2 na 20 let nahradí. Protože se ale historie opakuje, v roce 2004 zaniká i F3000. Vzniká GP2 Series označení, které mnozí chápou jako návrat k původnímu názvu Formule 2 (Grand Prix F2).

### Návrat F2
V roce 2009 se Formule 2 obnovila. Titul získal Španěl Andy Soucek. Nejvíc na sebe série upozornila smrtí Henryho Surteese (syna Johna Surteese – mistra světa v motorkách i Formuli 1) při závodu v Brands Hatchi.
V prosinci 2012 provozovatel Formule 2 MotorSport Vision oznámil, že série v roce 2013 nebude spuštěna a končí.

### Druhý návrat F2
V roce 2017 byla Formule 2 znovu obnovena. Nahradila tím sérii závodů GP2 Series.

## Mistři Formule 2
| Sezóna                       | Jezdec                       | Tým / Auto                         | Pole positions               | Vítězství                    | Pódium                       | Nejrychlejší kola            | Body                         | Náskok (body)                |
| Mistrovství Evropy Formule 2 | Mistrovství Evropy Formule 2 | Mistrovství Evropy Formule 2       | Mistrovství Evropy Formule 2 | Mistrovství Evropy Formule 2 | Mistrovství Evropy Formule 2 | Mistrovství Evropy Formule 2 | Mistrovství Evropy Formule 2 | Mistrovství Evropy Formule 2 |
| ---------------------------- | ---------------------------- | ---------------------------------- | ---------------------------- | ---------------------------- | ---------------------------- | ---------------------------- | ---------------------------- | ---------------------------- |
| 1967                         | Jacky Ickx                   | Tyrrell Racing Matra–Cosworth      | 2                            | 2                            | 4                            | 3                            | 45                           | 11                           |
| 1968                         | Jean-Pierre Beltoise         | Matra Sports Matra–Cosworth        | 2                            | 3                            | 5                            | 1                            | 48                           | 17                           |
| 1969                         | Johnny Servoz-Gavin          | Matra International Matra–Cosworth | 1                            | 1                            | 2                            | 1                            | 37                           | 9                            |
| 1970                         | Clay Regazzoni               | Tecno Racing Team Tecno–Cosworth   | 2                            | 3                            | 5                            | 1                            | 44                           | 9                            |
| 1971                         | Ronnie Peterson              | March –Cosworth                    | 7                            | 4                            | 6                            | 5                            | 54                           | 14                           |
| 1972                         | Mike Hailwood                | Team Surtees Surtees–Cosworth      | 1                            | 2                            | 5                            | 2                            | 55                           | 18                           |
| 1973                         | Jean-Pierre Jarier           | March Engineering March–BMW        | 4                            | 7                            | 8                            | 5                            | 78                           | 37                           |
| 1974                         | Patrick Depailler            | March Engineering March–BMW        | 3                            | 4                            | 6                            | 2                            | 54                           | 11                           |
| 1975                         | Jacques Laffite              | Ecurie Elf Martini–BMW             | 6                            | 6                            | 7                            | 4                            | 60                           | 24                           |
| 1976                         | Jean-Pierre Jabouille        | Equipe Elf Elf 2J–Renault          | 4                            | 3                            | 6                            | 1                            | 53                           | 1                            |
| 1977                         | René Arnoux                  | Ecurie Renault Elf Martini–Renault | 1                            | 3                            | 6                            | 1                            | 52                           | 12                           |
| 1978                         | Bruno Giacomelli             | Polifac BMW Junior Team March–BMW  | 8                            | 8                            | 10                           | 6                            | 82                           | 31                           |
| 1979                         | Marc Surer                   | Polifac BMW Junior Team March–BMW  | 2                            | 2                            | 6                            | 1                            | 38                           | 2                            |
| 1980                         | Brian Henton                 | Toleman Group Toleman–Hart         | 2                            | 3                            | 9                            | 7                            | 61                           | 19                           |
| 1981                         | Geoff Lees                   | Ralt Racing Ltd. Ralt–Honda        | 1                            | 3                            | 6                            | 5                            | 51                           | 14                           |
| 1982                         | Corrado Fabi                 | March Racing Ltd. March–BMW        | 2                            | 5                            | 7                            | 3                            | 57                           | 1                            |
| 1983                         | Jonathan Palmer              | Ralt Racing Ltd. Ralt–Honda        | 4                            | 6                            | 10                           | 3                            | 68                           | 17                           |
| 1984                         | Mike Thackwell               | Ralt Racing Ltd. Ralt–Honda        | 6                            | 7                            | 8                            | 9                            | 72                           | 28                           |
| FIA Mistrovství Formule 2    |                              |                                    |                              |                              |                              |                              |                              |                              |
| 2009                         | Andy Soucek                  | MotorSport Vision Williams–Audi    | 2                            | 7                            | 11                           | 3                            | 115                          | 51                           |
| 2010                         | Dean Stoneman                | MotorSport Vision Williams–Audi    | 6                            | 6                            | 13                           | 6                            | 284                          | 42                           |
| 2011                         | Mirko Bortolotti             | MotorSport Vision Williams–Audi    | 7                            | 7                            | 14                           | 7                            | 316                          | 121                          |
| 2012                         | Luciano Bacheta              | MotorSport Vision Williams–Audi    | 3                            | 5                            | 10                           | 5                            | 231.5                        | 21.5                         |
| FIA Mistrovství Formule 2    |                              |                                    |                              |                              |                              |                              |                              |                              |
| 2017                         | Charles Leclerc              | Prema Racing Dallara–Mecachrome    | 8                            | 7                            | 10                           | 4                            | 282                          | 72                           |
| 2018                         | George Russell               | ART Grand Prix Dallara–Mecachrome  | 5                            | 7                            | 11                           | 6                            | 287                          | 68                           |
| 2019                         | Nyck De Vries                | ART Grand Prix Dallara–Mecachrome  | 5                            | 4                            | 12                           | 3                            | 266                          | 52                           |
| 2020                         | Mick Schumacher              | Prema Racing Dallara–Mecachrome    | 0                            | 2                            | 10                           | 2                            | 215                          | 14                           |
| 2021                         | Oscar Piastri                | Prema Racing Dallara–Mecachrome    | 5                            | 6                            | 11                           | 6                            | 252,5                        | 60,5                         |
| 2022                         | Felipe Drugovich             | MP Motorsport Dallara–Mecachrome   | 5                            | 4                            | 11                           | 4                            | 265                          | 101                          |
| 2023                         | Théo Pourchaire              | ART Grand Prix Dallara–Mecachrome  | 2                            | 1                            | 10                           | 4                            | 203                          | 11                           |
| 2024                         | Gabriel Bortoleto            | Invicta Racing Dallara–Mecachrome  | 2                            | 2                            | 8                            | 2                            | 214,5                        | 22,5                         |